# Cyrtopodium linearifolium
Cyrtopodium linearifolium é uma orquídea do gênero Cyrtopodium, é exclusiva do estado do Goiás. Encontra-se extremamente ameaçada pela destruição de seu habitat e incêndios, ocorre numa área de apenas 10km², é classificado como criticamente em perigo pelo Centro Nacional de Conservação da Flora.